# Корраль-де-Барранкос
Корраль-де-Барранкос (исп. Corral de Barrancos) — небольшой город в центральной части Мексики, на территории штата Агуаскальентес. Входит в состав муниципалитета Хесус-Мария.

## Географическое положение
Корраль-де-Барранкос расположен в центральной части штата, на расстоянии приблизительно 0,5 километра к северу от города Агуаскальентес. Абсолютная высота — 1858 метров над уровнем моря.

## Население
Согласно данным, полученным в ходе проведения официальной переписи 2005 года, в городе проживало 2851 человек (1371 мужчина и 1480 женщин). Насчитывалось 597 домов. По возрастному диапазону население распределилось следующим образом: 43,9 % — жители младше 18 лет, 50,5 % — между 18 и 59 годами и 5,6 % — в возрасте 60 лет и старше. Уровень грамотности среди жителей старше 15 лет составлял 97,5 %.
По данным переписи 2010 года, численность населения Корраль-де-Барранкоса составляла 3158 человек. Динамика численности населения города по годам:
| 2000 | 2005 | 2010 |
| ---- | ---- | ---- |
| 2496 | 2851 | 3158 |